# فرماندهی هوایی متفقین
فرماندهی هوایی متفقین (انگلیسی: Allied Air Command) فرماندهی مرکزی تمام نیروهای هوایی و فضایی ناتو است و فرمانده هوایی متفقین، به‌عنوان مشاور اصلی هوایی و فضایی این اتحاد محسوب می‌شود. هنگامی که توسط فرمانده عالی متفقین اروپا هدایت می‌شود، هسته مرکزی ستاد مسئول انجام عملیات هوایی را تشکیل می‌دهد. ستاد فرماندهی هوایی متفقین در پایگاه هوایی رامشتاین در آلمان مستقر است.
پیشینه شکل‌گیری فرماندهی هوایی متفقین به سال ۱۹۷۴ بازمی‌گردد و فرم کنونی آن در سال ۲۰۱۳ تأسیس شد.